# Studio de musique ancienne de Montréal
Le Studio de musique ancienne de Montréal (SMAM) a pour mission d'interpréter les musiques vocales sacrées et profanes composées en Occident avant 1750. Cofondé en 1974 par Christopher Jackson, et aujourd'hui sous la direction musicale d'Andrew McAnerney, le SMAM est formé de 12 à 18 chanteurs professionnels choisis pour la pureté et la clarté de leurs voix. Depuis presque 50 ans, le SMAM est guidé par un souci d'excellence, se taillant une place de choix dans le monde de la musique ancienne vocale au Canada.

## Origines et parcours
Le Studio de musique ancienne voit le jour en 1974 sous l'initiative de Christopher Jackson, chef de chœur, organiste et claveciniste canadien, d'Hélène Dugal et de Réjean Poirier. Directeur artistique du Studio de musique ancienne, Christopher Jackson est un véritable pionnier dans la diffusion de ce style musical au Canada. La création de cet organisme dans les années soixante-dix a suscité un tel engouement au Québec et au Canada qu'une multitude d'ensembles se consacrant à ce répertoire musical ont vu le jour par la suite.
Au fil des ans, l'ensemble a présenté des œuvres de compositeurs contemporains en collaboration avec des formations comme la Société de musique contemporaine du Québec et l'orchestre de chambre I Musici de Montréal. Le Studio a pour habitude de s'associer avec des ensembles instrumentaux et autres artistes lors de ses concerts. À ce jour, il a effectué de nombreuses collaborations, notamment avec l'ensemble instrumental Capriccio Stravagante Renaissance Orchestra de Skip Sempé, Les Voix Humaines, l'Ensemble Caprice, Clavecin en concert et les artistes Jordi Savall, Ton Koopman, Emma Kirkby, Guillemette Laurens…
Lors de ses multiples tournées, le Studio s'est produit plusieurs fois en Europe (France, Espagne, Luxembourg) et en Amérique du Nord (Mexique).
L'ensemble est aujourd'hui dirigé par Andrew McAnerney qui assume les fonctions de directeur musical.

## Historique
- 1974 : Création du Studio de musique ancienne de Montréal
- 1975 : Première saison de concerts montréalais
- 1980 : Tournée de 22 concerts en France et en Espagne
- 1981 : Tournée de 5 concerts en France
- 1984 : Tournée de 20 concert en France
- 1989 : Tournée de 9 concerts sous la direction de Marcel Pérès
- 1995 : Tournée de 9 concerts en France et au Luxembourg
- 1996 : Tournée de 9 concerts dans les provinces maritimes du Canada
- 1998 : Tournée de 23 concerts en France
- 1999 : Tournée de 7 concerts dans les provinces maritimes du Canada + Tournée Jouer dans l'Île (3 concerts sur l'Île de Montréal)
- 2000 : Tournée Jouer dans l'Île (5 concerts sur l'Île de Montréal)
- 2005 : Tournée de 5 concerts au Mexique.
- 2007 : Tournée Conseil des arts de Montréal en Tournée (8 concerts sur l'Île de Montréal)
- 2008 : Tournée de 4 concerts de l'Ouest canadien avec Les Sacqueboutiers de Toulouse
- 2009 : Tournée de 4 concerts dans les provinces maritimes du Canada
- 2011 : Tournée Conseil des arts de Montréal en Tournée (9 concerts sur l'Île de Montréal)
- 2013 : Concert au Carnegie Hall de New York
- 2014 : Tournée Conseil des arts de Montréal en Tournée (7 concerts sur l'Île de Montréal)
- 2015 : Tournée de 13 concerts au Québec, en Ontario et dans les provinces maritimes du Canada
- 2015 : Décès de Christopher Jackson, cofondateur, directeur artistique et chef[2]
- 2015 : Nomination d'Andrew McAnerney au titre de directeur artistique
- 2018 : Concert au St-John's Smith Square (Londres)
- 2018 : Tournée de 5 concerts au Québec et en Ontario

## Discographie
- 1981 : Schütz, Historia Der Geburt Jesu Christi, SWV 435 "Oratorio de Noël", Fonovox - CD (OCLC 937956206)
- 1993 : Biber, Musique des Vêpres pour solistes, chœur et orchestre, Rhodanienne d'enregistrements magnétiques - CD (OCLC 658993503)
- 1995 : Desmarest, Quatre motets lorrains, K617 - CD (OCLC 658360561)
- 1995 : Histoires sacrées, Oratorios de Carisimi et Charpentier, Analekta - CD (OCLC 652504761)
- 1995 : Le Chant de la Jérusalem des terres froides, K617 - CD (OCLC 458767221)
- 1997 : Palestrina, Missa «Ut, Ré, Mi, Fa, Sol, La» et autres œuvres sacrées, Analekta (fleurs de lys) - CD (OCLC 849912614)
- 1998 : L'Harmonie des sphères, Musica Viva (Société Radio-Canada) - CD (OCLC 465849278)
- 2001 : Montréal et les Indiens Abénakis, K617 - CD (OCLC 53064306) - réédition du CD Le Chant de la Jérusalem des terres froides
- 2002 : Lieux sacrés, Musica Viva (Disques SRC) - CD (OCLC 859058632)
- 2003 : Puer Natus Est, ATMA classique - CD (OCLC 811334787)
- 2004 : Arvo Pärt, Stabat Mater, ATMA classique - CD (OCLC 635875215)
- 2005 : Joyaux de la Renaissance, Analekta - CD (OCLC 908089778) - reprises d'enregistrements antérieurs mêlés à d'autres ensembles de l'éditeur Analekta
- 2006 : Marc-Antoine Charpentier, Motets pour la Semaine sainte Messe à quatre chœurs, ATMA classique - CD (OCLC 937894522)
- 2007 : Rise, O my soul, , ATMA classique - CD (OCLC 319852080)
- 2007 : Roma Triumphans, ATMA classique - CD (OCLC 658423347)
- 2009 : Orlando di Lasso, Lagrime di San Pietro, ATMA classique - CD (OCLC 694174242)
- 2011 : Musica Vaticana (ACD22508), ATMA classique (OCLC 748342017)
- 2014 : Terra Tremuit - La terre a tremblé (ACD22653), ATMA classique (OCLC 906202149)
- 2017 : Orlando di Lasso : Laudate Dominum[3] (ACD22746), ATMA classique (OCLC 985344364)

## Récompenses
- 1999 : Prix Félix - Album de l'année - Classique pour Musique des Sphères, remis par l'ADISQ[4]
- 2007 : Prix Opus - Concert de l'année pour la production Jerusalem des terres froides, remis par le Conseil québécois de la musique[5].
- 2009 : Prix Opus - Concert de l'année pour la production Faste de France, remis par le Conseil québécois de la musique[6]
- 2012 : Prix Opus - Disque de l'année pour Lasso | Lagrime de San Pietro, remis par le Conseil québécois de la musique[7].
- 2015 : Prix Juno - Nommé au prix « Classical Album of the Year: Vocal or Choral Performance » pour le disque Terra Tremuit.
- 2017 : Prix Opus - Nommé au prix Concert de l'année pour la production Les désirs de l'âme.
- 2017 : Prix Opus - Nommé au prix Disque de l'année pour Orlando di Lasso: Laudate Dominum, remis par le Conseil québécois de la musique[7].
- 2020 : Prix Opus - Nommé au prix Concert de l'année Musiques médiévale, de la Renaissance, baroque pour le concert Les sanglots de l'exil.
- 2020 : Prix Opus - Nommé au prix Concert de l'année Musiques médiévale, de la Renaissance, baroque pour le concert présenté en collaboration avec Arion Orchestre Baroque : Visages de Purcell.